# 新语词汇列表
新语是英国作家乔治·奥威尔在其小说《一九八四》中所創的人工語言，对于英语有着深远的影响。

## Bellyfeel（腹感）
Bellyfeel（腹感）指的是对于一个观点盲目、狂热的接受。
|                                 | 试想，举一个《泰晤士报》社论的例子：“Oldthinkers unbellyfeel Ingsoc.”换成旧语，就是：“思想形成于革命之前的人无法对英国社会主义的原则有充分感情上的理解。”但如此翻译并非精确。……只有精通英社的人才能充分体会到“bellyfeel”的精髓所在，即一种我们现今难以想象的盲目、热烈的接受。 |
| ——乔治·奥威尔，《一九八四》附录 | |

## Blackwhite（黑白）
Blackwhite（黑白）如下定义：
|                             | ……该词有两个相反的意思。运用在敌人身上时，该词意味着颠倒黑白，即与事实相反。运用在党员身上时，该词意味着愿意在党需要颠倒黑白时忠诚地执行。但该词亦包含相信黑既是白，了解黑既是白，忘记黑白之对立。这需要对过去进行持续地的篡改，通过接受剩余的观点来使篡改变得可能。在新语中这被称作「doublethink」（双重思想）。 |
| ——乔治·奥威尔，《一九八四》 | |

该词是新语和双重思想的极佳例子。它代表了对过去的积极篡改，这也成为党对现在最重要的控制方式。另外，它運用在敵人與黨員身上時的意義有別，是一種「對人不對事」的呈現。
不论事件本身是否荒谬而对任何事物盲目相信的能力可能会有不同的后果：对于当权者的尊敬，恐惧，教化，严重的放棄思考或易受骗。奥威尔的“blackwhite”（黑白）仅仅指的是由于恐惧、教化或是对于批判性思考的压抑导致的，而不是由于懒惰或受骗导致的。一个忠诚的党员会自动不经大脑地用“正确”的信息来擦除“错误”信息。若正确地处理这些信息，党员对于这些可能导致犯罪思想的“错误”信息不会有任何的记忆或回忆。这种能力只能和当代电子储存器的「擦写」相比拟。

## Crimethink（犯罪思想）
Crimethink（犯罪思想）是新语中对应“thoughtcrime （思想犯罪，即异端思想）”的词，也可以当作动词表示“犯思想罪”。该名词的反义词是“Goodthink”（思想好）。
本作中，主角温斯顿·史密斯在日记中写道：
|                             | 犯罪思想不足以导致死亡：犯罪思想就是死亡。 |
| ——乔治·奥威尔，《一九八四》 |                                            |

## Duckspeak（鸭言）
Duckspeak（鸭言）在字面上指的是不经过思考像鸭子呱呱叫一样地说话。鸭言既可以是“good”（好）的，也可以是“ungood”（不好）的，并且说的话都符合老大哥的理念。讲废话或者是撒谎可能是不好的，但是为了维护党正确的一面而讲废话或是撒谎则是好的。在《一九八四》的附录中，奥威尔解释道：
|                                 | 最终是希望喉咙发出声音说话而不经过思考。新语中的“duckspeak”一词中坦率地承认了这一点，……“duckspeak”像B类词汇中其他词一样意义含糊。如果发表的是正统意见，那就是赞扬。如《泰晤士报》提到党的一个演说家是个“doubleplusgood duckspeaker”，就是极大的恭维。 |
| ——乔治·奥威尔，《一九八四》附录 | |

在本作的第九章的开头，一个核心党员向友爱部的职员做谴责欧亚国罪行的长篇演说，随后旁边递上来一张纸条。他既没有停下来，也没有改变音调，但依照修改过的党的路线，他马上开始谴责大洋国的新敌人东亚国。

## Goodsex（优性）和Sexcrime（性罪）
Goodsex（优性）指的是党可以接受的性行为，换言之，仅为结婚的异性间为党提供更多的人口。所有其他类别的性行为都被认为是犯罪性的性行为sexcrime。

## Ownlife（獨活）
Ownlife（獨活）指的是享受独自一人生活的倾向。这被认为是极富颠覆性的。温斯顿·史密斯认为即便是独自散步都可能会被怀疑。
|                             | 新语中有一个词叫做"Ownlife"（獨活），意味着怪癖以及个人主义！ |
| ——乔治·奥威尔，《一九八四》 |                                                               |

## Unperson（非人）
Unperson（非人）指的是一个人不仅被当局杀害，而且他在现实生活中的一切也被一同抹去。这样的人会从书中、照片中和文章中完全抹去，以至于在历史记载中不会留下一丝痕迹。这样做是因为依照双重思想的原则，这样的人应该被完全地忘却，即便是亲人和朋友也不应该记得他的存在。偶尔提到他的名字，或者是诉说他的往事都是思想犯罪，更何况“一个人曾经可能存在过但是现在已经消失了”这个概念在新语中也不存在。
斯大林在担任苏联领导人期间，对列夫·托洛茨基以及其他的苏联共产党成员进行大清洗。羅伯特·海萊因在他杂志中的一篇文章（后来在他的小说和随笔集《扩张宇宙》中再次提及）“真理报代表真理”中称，1960年5月15日，一个无名氏苏联太空人也遭受了类似的待遇这类太空人被称作“Lost Cosmonauts”或者是“Phantom Cosmonauts”（幽灵太空人），因为他们的确可能执行了进入外太空的任务，但是苏联和俄罗斯拒不承认他们的存在。

## 前缀
- “Un-”是新语中表示否定的前缀，表示“不……”、“非……”、“否……”、“逆……”等否定意。由于新语中不再存在反义词，所以不存在“warm”（暖和）这个词，取而代之的是“uncold”（不冷）。一般来说，針對互相成對的反義詞，新語在减少总词汇量的過程中會傾向保留貶義詞。比如，“cold”（冷）可以表示“unwarm”（不暖和）、“unhot”（不热）；“dark”（昏暗）可以表示“unlight”（不發光）、“unbright”（不亮）[2]，即便冷和暗不像热量和光线，冷和暗並不屬於物理現象。关于党让人有更少的褒义同义词的选择的原因还有另外一种说法，即故意营造压抑悲观的气氛来遏制非正统思想。更进一步的是，这样做还可以使人们默认会按照糟糕地方面思考，因为只有通过否定前缀才能得到意义相反的词汇。例如，“bad” （坏）的概念消失，有且仅有“ungood”（不好）来代替。在动词前面加上“un-”前缀后就变成了否定祈使词。例如，“unproceed”表示“do not proceed”（不要处理）。这和世界语中加“mal”取反相似。
- “Plus-”表示语气的增强，类似于英语中的比较级。例如，“plusgood”（加好）意味着“great”（好极了）。
- “Doubleplus-”表示语气的增强，但比“plus-”表示的语气更强烈[3]，类似于英语中的最高级。例如，“doubleplusgood”（双加好）意味着“excellent”（极好的）或是“best”（最好的）。

## 后缀
- “-ful”使名词转化为形容词。例如，“rapid”可以转化为“speedful” （快速的）。
- “-wise”使名词转化为副词。例如，“quickly”可以被转化为“speedwise” （快速地）。又如：

|  | He runed plus-speedwise. He ran very quickly 他跑得非常快。 |

- “-ed”是使A类词汇[4]中的非助动动词转化成过去式、过去分词形式的唯一方式。通过删除不规则形式减少了词汇总量。例如：“ran”在新语中对应“runed”，“drank”在新语中对应“drinked”。

## 其他新语词汇
（据奥威尔在第四章中所述，下述词汇很多都是“缩略行话——并不一定是严格意义上的新语，但占了新语词汇的一部分”。）
- africa：非洲。
- ante-：表示“pre-”（在……前）或是“before”（预先）的前缀。
- artsem：人工授精（artificial insemination）。
- BB：老大哥（Big Brother）。
- crimestop：犯罪停止。
- current：当前。
- dayorder：议程（order of the day）。
- doublethink：双重思想。
- equal：相等；仅限于物理意义上的相等。例如高度相等或大小相等。新语中没有政治平等的概念。
- facecrime：臉罪，通过人的面部表情来指认其犯思想罪。
- file：文件。
- forecast：预测。
- free：自由；仅限于消极自由。例如，“This dog is free from lice”（这条狗身上没有虱子）。新语中没有政治自由和心智自由的概念。
- good：好。（亦可当作前缀，表示“正统的”）。
- goodthink：思想好；正统的思想。
- Ingsoc:：英社（英国社会主义，English Socialism）
- issue：通过goodsex（优性）而诞生的孩子。
- joycamp：享乐营（强制劳工营）。
- malquoted：媒体对党或与老大哥相关的不正确描述。参见“misprints”。
- miniluv：友爱部（下设秘密警察，负责审问、折磨）。
- minipax：和平部（负责战争）。
- minitrue：真理部（负责宣传、篡改历史）。
- miniplenty：富裕部（负责使人口数量恒定在一个经济困顿的状态）。
- misprints：为了保证党永远是对的所需要修改错误的决策或预测。
- oldspeak：旧语；英语或其他非新语的语言。
- oldthink：旧思；由于某种情境或记忆所导致的对革命前（英社执政前）的回忆。
- pornosec﹕色情署（杜撰司下属机构，机械化制作色情影片）。
- prolefeed：用来分散無產者注意力以及使其占据大片时间的大量无意义“娱乐作品”。
- recdep﹕记录司（真理部下述机构，修改历史记录。温斯顿·史密斯在此工作）。
- rectify：真理部对于篡改历史的委婉说法。
- ref：参见（refer to）。
- report：报告
- sec：署（sector）。
- speakwrite：读(說)写器；使用者（党员）说话，机器自动写下使用者所述内容，速度比手写快。温斯顿·史密斯曾使用过。
- telescreen：电幕；兼具电视和远程监控的功能。党通过该设备对人民进行宣传和监视。
- thinkpol：思想警察（think police）。
- upsub：屈从当局。
- verify：验证。
- yp：年度计划（year plan）。

## 对于新语词汇的误解
“Doublespeak”（双言巧语）一词常被认为是奥威尔所造，然而其实际上是在二十世纪五十年代初所创，也并没有出现在《一九八四》中，仅仅是和新语词汇“doublethink”相似。
“groupthink”（团体迷思）一词亦非奥威尔所造。该词由美国社会学家威廉·H·怀特于1952年在《财富》中首次提出。